# Stereodon deplanatus
Stereodon deplanatus là một loài Rêu trong họ Hypnaceae. Loài này được (Bruch & Schimp. ex Sull.) Mitt. mô tả khoa học đầu tiên năm 1859.